# Wahlendorfer Luch, Klappgraben, Gänsepfuhl
Wahlendorfer Luch, Klappgraben, Gänsepfuhl este o arie protejată (arie specială de conservare — SAC, sit de importanță comunitară — SCI) din Germania întinsă pe o suprafață de 238,95 ha, integral pe uscat.

## Localizare
Centrul sitului Wahlendorfer Luch, Klappgraben, Gänsepfuhl este situat la coordonatele 52°57′42″N 12°44′15″E / 52.9617°N 12.7375°E.

## Înființare
Situl Wahlendorfer Luch, Klappgraben, Gänsepfuhl a fost declarat sit de importanță comunitară în septembrie 2000.

## Biodiversitate
Situată în ecoregiunea continentală, aria protejată conține 6 habitate naturale: Lacuri eutrofice naturale cu vegetație de tip Magnopotamion sau Hydrocharition, Cursuri de apă de la nivel de câmpie la nivel montan, cu vegetație Ranunculion fluitantis și Callitricho-Batrachion, Pajiști cu Molinia pe soluri calcaroase, turboase sau argilos-nămoloase (Molinion caeruleae), Liziere de ierburi înalte hidrofile de câmpie și de nivel montan până la alpin, Păduri de stejar sau de stejar și carpen sub-atlantice și medio-europene de Carpinion betuli, Păduri aluvionare cu Alnus glutinosa și Fraxinus excelsior (Alno-Padion, Alnion incanae, Salicion albae).
La baza desemnării sitului se află mai multe specii protejate de  mamifere (2): castor (Castor fiber), vidră de râu (Lutra lutra).